# Poppy Lee Friar
Poppy Lee Friar   (Southwark, 16 d'abril de 1995) és una actriu anglesa. Ha protagonitzat diverses sèries de televisió com a Missy Booth al drama de Channel 4 Ackley Bridge, Lydia a la sèrie de BBC Three In My Skin i Eve a la sèrie de ciència-ficció de CBBC Eve. També ha aparegut en diverses pel·lícules, com ara Vida i mort en un magatzem, i produccions teatrals.